# Abel Eppo van Bolhuis
Abel Eppo van Bolhuis (Warffum, gedoopt 3 september 1676 – aldaar, 26 juni 1739) was een Nederlands advocaat, rechter en regent.

## Leven en werk
Van Bolhuis werd in 1676 geboren als zoon van de rechter mr. Michiel van Bolhuis (1644-1704) en Sibrigien Lamberts (1655-1678). Van Bolhuis was aanvankelijk rechter te Warffum. Later werd hij secretaris en advocaat-fiscaal van het Winsumer- en Schaphalsterzijlvest. Nadien vervulde hij de functies van dijkrechter, rechter in andere jurisdicties (totaal was hij rechter in veertien jurisdicties) en vicesecretaris voor de arbiters uit de Ommelanden.
Van Bolhuis was een vermogend en vooraanstaand man. Naast het bekleden van functies in de rechterlijke macht en besturen was hij tevens cultureel actief. Hij bezat een grote bibliotheek en schilderijcollectie. In 1706 verkocht hij het eiland Rottumeroog, dat indertijd door zijn vader samen met Louis Trip (1654-1698) was gekocht, aan de edelman Donough MacCarthy (1668-1734), graaf van Clancarty. "Hij" - Van Bolhuis - "speelde als administrateur een belangrijke rol in de afhandeling van de omvangrijke nalatenschap van Hendrik Ferdinand van In- en Kniphuisen, heer van Ulrum en van Hindrik Ferdinand baron Van In- en Kniphuizen, heer van Ulrum en Jan Carel Ferdinand baron Van In- en Kniphuizen, heer van Nienoord".
Van Bolhuis trouwde te Groningen op 16 september 1705 met Stijntje Cnols (1677-1747). Uit dit huwelijk werden drie kinderen geboren, waarvan twee jong stierven. Het volwassen geworden kind is Michiel van Bolhuis (1713-1764). Van Bolhuis overleed in zijn geboorteplaats in 1739.

## Portret
Het openluchtmuseum 'Het Hoogeland' in Warffum bezit een portret, waarvan verondersteld wordt dat het Abel Eppo van Bolhuis is.